# Campeonato Sul-Americano de Atletismo Juvenil de 1996
O Campeonato Sul-Americano de Atletismo Juvenil de 1996 foi a 13ª edição da competição de atletismo organizada pela CONSUDATLE, para atletas com até 17 anos, classificados como juvenil. O evento foi realizado na cidade de Assunção, no Paraguai, entre 18 e 20 de outubro de 1996. Contou com a presença de aproximadamente 268 atletas de 10 nacionalidades distribuídos em 38 provas.

## Medalhistas
Esses foram os resultados do campeonato. Resultados completos podem ser encontrados no site "World Junior Athletics History". 

### Masculino
| Evento                      | Ouro                                                                                 | Ouro     | Prata                                                                            | Prata    | Bronze                                                                         | Bronze   |
| --------------------------- | ------------------------------------------------------------------------------------ | -------- | -------------------------------------------------------------------------------- | -------- | ------------------------------------------------------------------------------ | -------- |
| 100 metros                  | Helly Ollarves (VEN)                                                                 | 11.11    | Carlos Santos (BRA)                                                              | 11.16    | Edison Núñez (COL)                                                             | 11.29    |
| 200 metros                  | Helly Ollarves (VEN)                                                                 | 22.74    | Jorge Maidana (ARG)                                                              | 22.80    | Carlos Santos (BRA)                                                            | 22.87    |
| 400 metros                  | Humberto de Oliveira (BRA)                                                           | 49.12    | Amauri dos Santos (BRA)                                                          | 49.13    | Paul Ríos (COL)                                                                | 49.64    |
| 800 metros                  | Gilberto dos Santos (BRA)                                                            | 1:58.23  | Glauco da Silva (BRA)                                                            | 1:58.25  | Rodrigo Escobar (CHI)                                                          | 1:58.90  |
| 1 500 metros                | André da Silva (BRA)                                                                 | 4:02.54  | Sebastián González Cabot (ARG)                                                   | 4:03.26  | Rodrigo Escobar (CHI)                                                          | 4:04.44  |
| 5 000 metros                | André da Silva (BRA)                                                                 | 15:10.74 | Ricardo Franzón (ARG)                                                            | 15:44.78 | Esteban Coria (ARG)                                                            | 15:49.11 |
| 5 km marcha atlética        | Paulo Ruiz (BRA)                                                                     | 24:08.74 | Cristián Muñoz (CHI)                                                             | 24:08.82 | Evandro Mafra (BRA)                                                            | 24:27.30 |
| 110 metros barreiras        | Cristián Labra (CHI)                                                                 | 14.59 w  | Gabriel Morales (ARG)                                                            | 14.62 w  | Wellington Silva (BRA)                                                         | 14.68 w  |
| 300 metros barreiras        | Jackson Quiñónez (ECU)                                                               | 38.1     | Xavier Caicedo (ECU)                                                             | 38.3     | Luiz Lima (BRA)                                                                | 39.1     |
| 1.500 metros com obstáculos | Leonardo Muntada (BRA)                                                               | 4:20.51  | Sebastián González Cabot (ARG)                                                   | 4:24.80  | Esteban Coria (ARG)                                                            | 4:27.54  |
| 4×100 metros estafetas      | Brasil · Carlos Santos · Jarbas Mascarenhas · Glauco Santos · Gabriel Malateaux      | 42.95    | Argentina · Gabriel Morales · Diego Ternavasio · Cristian Setién · Jorge Maidana | 43.59    | Colômbia · Edison Núñez · Jairo Mejía · Paulo Ríos · Aldernar Álvarez          | 43.97    |
| 4×400 metros estafetas      | Brasil · Humberto de Oliveira · Cristian Dunker · Carlos Santos · Rodolfo dos Santos | 3:18.42  | Argentina · Jorge Maidana · Pablo Blanco · Lucas Altamirano · Carlos Borda       | 3:25.53  | Uruguai · Diego Dos Santos · Pablo Martínez · Agustín Gómez · Lucas Martiarena | 3:26.01  |
| Salto em altura             | Leandro de Jesus (BRA)                                                               | 1.99     | Piero Vojvodic (PER)                                                             | 1.96     | Wilfried Heim-Caballero (PAR)                                                  | 1.90     |
| Salto com vara              | Francisco Pintos (CHI)                                                               | 4.30     | Gastón González (CHI)                                                            | 4.30     | Daniel Kassab (BRA)                                                            | 4.15     |
| Salto em comprimento        | Cristian Setién (ARG)                                                                | 6.74     | Pablo Quiroga (CHI)                                                              | 6.59     | Marcelo Ibarra (CHI)                                                           | 6.55     |
| Salto triplo                | Alessandro Bonfim (BRA)                                                              | 14.22    | Pablo Quiroga (CHI)                                                              | 13.77    | Eduardo Adão (BRA)                                                             | 13.43    |
| Arremesso de peso           | Julián Angulo (COL)                                                                  | 16.68    | Hugo Zambelli (ARG)                                                              | 16.10    | Fernando Furlan (BRA)                                                          | 15.30    |
| Lançamento de disco         | Julián Angulo (COL)                                                                  | 51.44    | Carlos Sosa (ARG)                                                                | 44.34    | Fernando Furlan (BRA)                                                          | 42.72    |
| Lançamento do martelo       | Leandro Gallay (ARG)                                                                 | 62.52    | Gilbert Volta (PER)                                                              | 56.38    | Fernando Crovetto (ARG)                                                        | 55.28    |
| Lançamento do dardo         | Leandro de Souza (BRA)                                                               | 53.34    | Edwin Cuesta (VEN)                                                               | 52.60    | Carlos Sosa (ARG)                                                              | 52.10    |
| Hexatlo                     | Wilfried Heim-Caballero (PAR)                                                        | 3794     | Bruno Reis (BRA)                                                                 | 3670     | Gabriel Fuchslocher (CHI)                                                      | 3560     |

### Feminino
| Evento                 | Ouro                                                                                 | Ouro    | Prata                                                                                  | Prata   | Bronze                                                                        | Bronze   |
| ---------------------- | ------------------------------------------------------------------------------------ | ------- | -------------------------------------------------------------------------------------- | ------- | ----------------------------------------------------------------------------- | -------- |
| 100 metros             | Sandra Reátegui (PER)                                                                | 12.11   | Silvana Belfiglio (ARG)                                                                | 12.13   | Juliana Pereira (BRA)                                                         | 12.33    |
| 200 metros             | Sandra Reátegui (PER)                                                                | 25.38   | Ana Mariuxi Caicedo (ECU)                                                              | 25.45   | Juliana Pereira (BRA)                                                         | 25.65    |
| 400 metros             | Norbelis Bracho (VEN)                                                                | 56.06   | Rúbia dos Santos (BRA)                                                                 | 56.06   | Flávia da Silva (BRA)                                                         | 57.17    |
| 800 metros             | Christiane dos Santos (BRA)                                                          | 2:13.16 | Vanesa Maraviglia (ARG)                                                                | 2:13.26 | Maritza Córdoba (COL)                                                         | 2:14.21  |
| 1 500 metros           | Valquíria dos Santos (BRA)                                                           | 4:37.68 | Faustina Huamaní (PER)                                                                 | 4:40.84 | Mabel Valenzuela (CHI)                                                        | 4:41.54  |
| 3 000 metros           | Faustina Huamaní (PER)                                                               | 9:54.71 | Tatiane Sá (BRA)                                                                       | 9:55.15 | Mabel Valenzuela (CHI)                                                        | 10:10.82 |
| 3 km marcha atlética   | Luisa Paltín (ECU)                                                                   | 15:00.1 | Tatiana Silva (BOL)                                                                    | 15:01.8 | Yesenia López (COL)                                                           | 15:31.7  |
| 100 metros barreiras   | Rúbia dos Santos (BRA)                                                               | 14.75   | Sicylle Jeria (CHI)                                                                    | 14.76   | Sira Córdoba (COL)                                                            | 14.88    |
| 300 metros barreiras   | Rúbia dos Santos (BRA)                                                               | 43.18   | Sira Córdoba (COL)                                                                     | 44.35   | María Virginia Firpo (ARG)                                                    | 44.39    |
| 4×100 metros estafetas | Brasil · Flávia da Silva · Eliana de Oliveira · Juliana Pereira · Vanesa de Oliveira | 47.81   | Argentina · Juliana Santos · Andrea Luchisano · Agustina Rodríguez · Silvana Belfiglio | 48.55   | Chile · Daniela Pávez · Ximena Henríquez · Carolina Matesic · Denise Landon   | 48.57    |
| 4×400 metros estafetas | Brasil · Flávia da Silva · Mislene da Silva · Adriana da Silva · Rúbia dos Santos    | 3:49.67 | Colômbia · Melisa Murillo · Sira Córdoba · Maritza Córdoba · Victoria Mosquera         | 3:55.55 | Chile · Ximena Henríquez · Cristina Aguirre · Carolina Matesic · Paula Osorio | 3:56.55  |
| Salto em altura        | Delfina Blaquier (ARG)                                                               | 1.75    | Jorgelina Rodríguez (ARG)                                                              | 1.68    | Paola Hoffmann (CHI)                                                          | 1.68     |
| Salto em comprimento   | Gisele de Oliveira (BRA)                                                             | 5.71    | Ana Mariuxi Caicedo (ECU)                                                              | 5.68    | Andrea Luchisano (ARG)                                                        | 5.63     |
| Arremesso de peso      | Melisa Bolis (ARG)                                                                   | 11.98   | Leomelina Blandón (COL)                                                                | 11.81   | Fernanda Resende (BRA)                                                        | 11.63    |
| Lançamento de disco    | María Cubillán (VEN)                                                                 | 39.02   | Analía Piñero (ARG)                                                                    | 38.10   | Michele Brustolin (BRA)                                                       | 37.48    |
| Lançamento do dardo    | Denise Pintos (URU)                                                                  | 38.76   | Roxana Fernández (ARG)                                                                 | 38.16   | Selma Dias (BRA)                                                              | 37.78    |
| Pentatlo               | Valeria Schönstedt (CHI)                                                             | 3288    | Raquel de Oliveira (BRA)                                                               | 3165    | Joana Ribeiro (BRA)                                                           | 3018     |

## Quadro de medalhas (não oficial)
| Ordem | País      | Medalha de ouro | Medalha de prata | Medalha de bronze | Total |
| ----- | --------- | --------------- | ---------------- | ----------------- | ----- |
| 1     | Brasil    | 18              | 7                | 15                | 40    |
| 2     | Argentina | 4               | 15               | 6                 | 25    |
| 3     | Venezuela | 4               | 1                | 0                 | 5     |
| 4     | Chile     | 3               | 5                | 9                 | 17    |
| 5     | Peru      | 3               | 3                | 0                 | 6     |
| 6     | Colômbia  | 2               | 3                | 6                 | 11    |
| 7     | Equador   | 2               | 3                | 0                 | 5     |
| 8     | Paraguai  | 1               | 0                | 1                 | 2     |
| 8     | Uruguai   | 1               | 0                | 1                 | 2     |
| 10    | Bolívia   | 0               | 1                | 0                 | 1     |

## Participantes (não oficial)
Uma contagem não oficial produziu o número de 268 atletas de 10 nacionalidades. Lista detalhada dos resultados podem ser encontradas no site "World Junior Athletics History" 
| - Argentina (49) - Bolívia (14) - Brasil (57) - Chile (45) | - Colômbia (21) - Equador (11) - Paraguai (26) | - Peru (9) - Uruguai (28) - Venezuela (8) |